# Ronde van Frankrijk 2022/Eindstanden
Deze pagina geeft de eindstanden van de klassementen van de Ronde van Frankrijk 2022 weer. Van het algemeen klassement wordt de top 20 weergegeven en verder wordt de top 10 van het puntenklassement, bergklassement, jongerenklassement en ploegenklassement vermeld. De Belg en Nederlander die het hoogst in elk klassement geëindigd zijn, indien deze de top 20 dan wel de top 10 niet hebben behaald, zijn ook in deze lijst opgenomen. Verder wordt ook de strijdlustigste renner vermeld.

## Eindklassementen

### Algemeen Klassement
| Algemeen klassement |                   |                                    |            |
| Plaats              | Naam              | Ploeg                              | Tijd       |
| Gele trui           | Jonas Vingegaard  | Team Jumbo-Visma                   | 79u33'20"  |
| 2                   | Tadej Pogačar     | UAE Team Emirates                  | + 2'43"    |
| 3                   | Geraint Thomas    | INEOS Grenadiers                   | + 7'22"    |
| 4                   | David Gaudu       | Groupama-FDJ                       | + 13'39"   |
| 5                   | Aleksandr Vlasov  | BORA-hansgrohe                     | + 15'46"   |
| 6                   | Nairo Quintana    | Arkéa Samsic                       | + 16'33"   |
| 7                   | Romain Bardet     | Team DSM                           | + 18'11"   |
| 8                   | Louis Meintjes    | Intermarché-Wanty-Gobert Matériaux | + 18'44"   |
| 9                   | Aleksej Loetsenko | Astana Qazaqstan                   | + 22'56"   |
| 10                  | Adam Yates        | INEOS Grenadiers                   | + 24'52"   |
| 11                  | Valentin Madouas  | Groupama-FDJ                       | + 35'59"   |
| 12                  | Bob Jungels       | AG2R-Citroën                       | + 45'23"   |
| 13                  | Neilson Powless   | EF Education-EasyPost              | + 46'57"   |
| 14                  | Luis León Sánchez | Bahrain-Victorious                 | + 49'18"   |
| 15                  | Thibaut Pinot     | Groupama-FDJ                       | + 50'25"   |
| 16                  | Patrick Konrad    | BORA-hansgrohe                     | + 56'54"   |
| 17                  | Tom Pidcock       | INEOS Grenadiers                   | + 1u01'15" |
| 18                  | Sepp Kuss         | Team Jumbo-Visma                   | + 1u02'29" |
| 19                  | Dylan Teuns       | Bahrain Victorious                 | + 1u11'30" |
| 20                  | Brandon McNulty   | UAE Team Emirates                  | + 1u31'19" |
|                     |                   |                                    |            |
| 22                  | Wout van Aert     | Team Jumbo-Visma                   | + 1u35'55" |
| 25                  | Bauke Mollema     | Trek-Segafredo                     | + 1u45'57" |

### Puntenklassement
| Puntenklassement |                    |                         |        |
| Plaats           | Naam               | Ploeg                   | Punten |
| Groene trui      | Wout van Aert      | Team Jumbo-Visma        | 480    |
| 2                | Jasper Philipsen   | Alpecin-Deceuninck      | 286    |
| 3                | Tadej Pogačar      | UAE Team Emirates       | 250    |
| 4                | Christophe Laporte | Team Jumbo-Visma        | 171    |
| 5                | Fabio Jakobsen     | Quick Step-Alpha Vinyl  | 159    |
| 6                | Mads Pedersen      | Trek-Segafredo          | 158    |
| 7                | Jonas Vingegaard   | Team Jumbo-Visma        | 157    |
| 8                | Michael Matthews   | Team BikeExchange Jayco | 133    |
| 9                | Peter Sagan        | TotalEnergies           | 120    |
| 10               | Dylan Groenewegen  | Team BikeExchange Jayco | 116    |

### Bergklassement
| Bergklassement |                  |                                    |        |
| Plaats         | Naam             | Ploeg                              | Punten |
| Bolletjestrui  | Jonas Vingegaard | Team Jumbo-Visma                   | 72     |
| 2              | Simon Geschke    | Cofidis                            | 65     |
| 3              | Giulio Ciccone   | Trek-Segafredo                     | 61     |
| 4              | Tadej Pogačar    | UAE Team Emirates                  | 61     |
| 5              | Wout van Aert    | Team Jumbo-Visma                   | 59     |
| 6              | Thibaut Pinot    | Groupama-FDJ                       | 52     |
| 7              | Louis Meintjes   | Intermarché-Wanty-Gobert Matériaux | 39     |
| 8              | Neilson Powless  | EF Education-EasyPost              | 37     |
| 9              | Pierre Latour    | Team TotalEnergies                 | 35     |
| 10             | Geraint Thomas   | INEOS Grenadiers                   | 32     |
|                |                  |                                    |        |
| 52             | Dylan van Baarle | INEOS Grenadiers                   | 1      |

### Jongerenklassement
| Jongerenklassement |                    |                                    |            |
| Plaats             | Naam               | Ploeg                              | Tijd       |
| Witte trui         | Tadej Pogačar      | UAE Team Emirates                  | 79u36'03"  |
| 2                  | Tom Pidcock        | INEOS Grenadiers                   | + 58'32"   |
| 3                  | Brandon McNulty    | UAE Team Emirates                  | + 1u28'36" |
| 4                  | Matteo Jorgenson   | Movistar Team                      | + 1u31'14" |
| 5                  | Andreas Leknessund | Team DSM                           | + 1u54'48" |
| 6                  | Michael Storer     | Groupama-FDJ                       | + 2u20'32" |
| 7                  | Georg Zimmermann   | Intermarché-Wanty-Gobert Matériaux | + 2u36'57" |
| 8                  | Kevin Geniets      | Groupama-FDJ                       | + 2u45'25" |
| 9                  | Fred Wright        | Bahrain Victorious                 | + 3u01'25" |
| 10                 | Stan Dewulf        | AG2R-Citroën                       | + 3u26'35" |
|                    |                    |                                    |            |
| 23                 | Nils Eekhoff       | Team DSM                           | + 4u40'03" |

### Ploegenklassement
| Ploegenklassement |                    |            |
| Plaats            | Ploeg              | Tijd       |
|                   | INEOS Grenadiers   | 239u03'03" |
| 2                 | Groupama-FDJ       | + 37'33"   |
| 3                 | Team Jumbo-Visma   | + 44'54"   |
| 4                 | BORA-hansgrohe     | + 1u48'45" |
| 5                 | Movistar Team      | + 2u11'22" |
| 6                 | UAE Team Emirates  | + 2u19'54" |
| 7                 | Bahrain-Victorious | + 2u58'32" |
| 8                 | Team DSM           | + 3u26'08" |
| 9                 | Arkéa-Samsic       | + 3u56'51" |
| 10                | Astana Qazaqstan   | + 3u59'00" |

### Meest strijdlustige renner
- Wout van Aert van Team Jumbo-Visma werd verkozen tot de strijdlustigste renner van de Ronde van Frankrijk in 2022.
1e etappe ·
2e etappe ·
3e etappe ·
4e etappe ·
5e etappe ·
6e etappe ·
7e etappe ·
8e etappe ·
9e etappe ·
10e etappe ·
11e etappe ·
12e etappe ·
13e etappe ·
14e etappe ·
15e etappe ·
16e etappe ·
17e etappe ·
18e etappe ·
19e etappe ·
20e etappe ·
21e etappe
Startlijst · Eindstanden · Afbeeldingen